# ナマ虎スタジアム
『ナマ虎スタジアム』（ナマとらスタジアム）は、テレビ大阪で放送しているプロ野球中継で、2014年から阪神タイガースの公式戦を放送する場合に使われているタイトルである。
本項では、これまでテレビ大阪で放送されてきたプロ野球中継全般についても扱う。

## 概要

### 中継の特徴
主に阪神タイガース（以下「阪神」）の公式戦を放送。テレビ東京系列においてローカルセールス枠が設けられている火曜日と土曜日のナイトゲームが中心で、火曜日に中継することが多い。
阪神戦については、ホームゲームよりビジターゲームを放送することが非常に多く、NPB加盟球団の本拠地以外の球場で開催されるビジターゲームも随時中継。2016年7月12日には長野オリンピックスタジアムから対東京ヤクルトスワローズ戦、2017年6月27日には浜松市営球場から対中日ドラゴンズ戦をテレビ大阪の自社制作で放送している。
制作局のテレビ大阪にとどまらず、近畿地方に存在する独立局でも同時ネット形式で放送されることも多く（詳細後述）、大半のネット局でも当番組のタイトルをそのまま用いている。

### 歴史
テレビ大阪は1982年の開局当時から阪神のビジターゲームを積極的に放送しており、フリーアナウンサーの中村鋭一をレギュラー出演させたり、月亭八方を司会に置いた応援番組『水曜だ!タイガース』（2005年の終了時点のタイトルは『猛虎逆襲』）を水曜23時から放送するなど、阪神の応援に力を入れてきた。
かつては、大阪府に本拠地を構える近鉄バファローズのホームゲームを『藤井寺バファローズアワー』のタイトルでたびたび放送し、一部のカードはKBS京都にもネットしていいた（当初は単に『プロ野球中継』と称していた）。また、昭和時代には、南海ホークス、阪急ブレーブスの主催ゲームを中継することもあった(平成には、オリックス・ブルーウェーブの主催ゲームを中継することもあったほか、2005年の第1回セ・パ交流戦ではオリックス主催の関西ダービー・阪神戦の生中継も行われた。ここ数年はテレビ大阪地上波でのオリックス主催試合の放送は、2021年の日本シリーズ=テレビ東京主管制作・テレビ大阪協力扱いによる対ヤクルト第2戦と2023年の日本シリーズ=同様にテレビ東京主管制作・テレビ大阪協力扱いによる対阪神第2戦以外はなく、オリックス球団制作の映像にテレビ大阪からベンチレポーターを派遣する形で、テレビ東京の関東向け、ないしはBSテレ東向けの中継のみに配給している程度である)。
その後は2006年まで、『TVO BASEBALL LIVE』のタイトルで放送。2007年度の放送では『全力!!虎中継』に改称したことを機に、長年実施していなかったホームゲームの中継も再開された。
地上デジタル放送へ完全移行した後の2012年5月からは、火曜日の阪神ナイトゲームにHD+SDマルチチャンネル編成を採用。中継対象のカードが放送時間内（18:55 - 20:54）に終了しない場合は、最大で21:54まで、3つのチャンネルのうちサブチャンネル2（チャンネル番号073）にて中継を継続する。延長オプションにマルチチャンネル編成を組み込んだ阪神戦のレギュラー中継は、NHK大阪放送局の近畿地方向け中継でも実施されているが、日本の民放テレビ局としては初めてである。ただし、メインチャンネル(071)・サブチャンネル1(072)・ワンセグ放送では、その場合にも20:54からレギュラー番組『開運!なんでも鑑定団』（テレビ東京制作）の同時ネットを実施する。
2014年度には、阪神戦中継のタイトルを『生トラスタジアム』に変更。4月22日（火曜日）の中日ドラゴンズ対阪神ナイトゲーム中継（ナゴヤドーム、現在のバンテリンドーム ナゴヤ）から、このタイトルで放送していた。翌2015年度からは、阪神戦中継のタイトル表記を現在の『ナマ虎スタジアム』に変更。4月21日（火曜日）の横浜DeNAベイスターズ対阪神ナイトゲーム中継（横浜スタジアム）から、このタイトルで放送している。
テレビ大阪の開局35年目に当たる2017年度には、4月4日（火曜日）の阪神ホーム開幕戦（京セラドーム大阪での対東京ヤクルトスワローズ戦）を皮切りに、レギュラーシーズン中に阪神戦9試合を中継した。テレビ大阪が阪神のホーム開幕戦を中継するのは、史上初めてである。
2020年には、新型コロナウイルスへの感染が拡大している影響でレギュラーシーズンの開幕が当初の予定からおよそ3ヶ月先にまで延期されたほか、レギュラーシーズンが11月上旬まで組まれていた。当番組では、開幕2カード目の初戦（6月23日＝火曜日に明治神宮野球場で催されたヤクルト対阪神ナイトゲーム）から、（デーゲーム1試合を含む）阪神戦8試合を中継。マルチチャンネル編成を講じない土曜日のナイトゲーム中継枠を前年から6分（21:00にまで）拡大していたが、9月8日（火曜日）のDeNA対阪神（横浜）ナイトゲーム中継でシーズン中の放送を終了した。
2021年には、レギュラーシーズン開幕（3月26日）の時点で、例年より少ない5試合の阪神戦（火曜日4試合・土曜日1試合）中継を予定。その一方で、火曜日の中継開始時間を、前年より30分早い18:25に設定（20:54から最大で21:54までのマルチチャンネル編成は前年から継続）。当初の予定ではホームゲームの中継を初回（4月13日に甲子園球場で開催を予定していた対広島戦）にだけ設定していたが、降雨などの影響で中継の開始前に中止が決まったため、その後は（開幕後に追加された土曜日の1試合を含む）ビジターゲーム5試合を中継した。ちなみに、6月8日には札幌ドームでの対日本ハム戦を自社制作で中継するとともに、BSテレ東でも同時ネット（同局では独自に副音声限定企画をゲスト付きで放送）。また、開幕後の日程追加措置によって10月19日（火曜日）に甲子園球場で組まれた阪神対ヤクルト戦では、同月からローカルセールス枠の拡大に伴って中継開始時間の繰り上げが可能になったことを背景に、最終回にしてこの年唯一の阪神ホームゲーム中継を17:55から放送している。
2022年には、阪神のレギュラーシーズン開幕第2カード（ビジターカードの初戦）として組まれた3月29日（火曜日）の広島対阪神戦（マツダスタジアムでのナイトゲーム）で、17:21から中継をスタート。火曜日の阪神ナイトゲーム中継では、前述した背景から、4月12日（火曜日）の対中日戦（ナゴヤドーム）以降も開始時刻を（18:00プレイボールの阪神戦中継をレギュラーで編成している放送局では最も早い）17:30に設定している。8月までは火曜日に阪神戦4試合の中継を予定していたが、対象の試合で唯一の阪神ホームゲーム（4月26日に甲子園球場で予定されていた中日とのナイトゲーム）が雨天で中止されたほか、例年少なくとも1試合で実施している土曜日の阪神ナイトゲーム中継を見送った。その一方で、中継の対象カードが開幕後に追加されたことに伴って、6月7日（火曜日）にはソフトバンク対阪神のナイトゲーム（福岡PayPayドーム）を自社制作で中継している。
2023年には、前年に続いて、阪神のレギュラーシーズン開幕第2カード（ビジターカードの初戦）として組まれた4月4日（火曜日）の広島対阪神戦（マツダスタジアムでのナイトゲーム）から中継を開始。当日のみ、編成上の事情からメインチャンネルの中継枠を17:30 - 21:54に設定していたため、マルチチャンネル編成を適用しなかった（実際には21:25で試合が終了）。この試合以降は、8月1日までの火曜日にナイトゲームとして組まれていた阪神戦から4試合を、マルチチャンネル編成で17:30から中継。実際には、前年に放送できなかった阪神のホームゲーム（5月2日に甲子園球場で催された対中日戦）や、阪神のビジターゲームに当たるセ・パ交流戦2試合（ベルーナドームでの対西武戦から1試合・楽天モバイルパーク宮城での対楽天戦から1試合）も中継している。
2024年には、阪神のレギュラーシーズン開幕第4カードとして組まれた4月9日（火曜日）の阪神対広島戦（甲子園球場でのナイトゲーム）から中継を開始。テレビ大阪が甲子園球場における阪神のレギュラーシーズン最初の主催公式戦を中継したことは、この試合が初めてである。メインチャンネルではこの試合から火曜日のナイトゲーム中継の開始時刻を17:25に定めていて、以降も同じ曜日・時間帯の阪神戦から、8月27日までに組まれていた4試合を中継した。ただし、2021年から3年間実施されていたセ・パ交流戦の中継は見送られている。新社屋移転後の中継で、中継延長(サブチャンネル編成)があった7月2日以降は、サブチャンネルでもHD画質での放送となった。
2025年には、4月22日（火曜日）のDeNA対阪神戦（横浜スタジアムでのナイトゲーム）から中継を開始。本年もメインチャンネルでは火曜日のナイトゲーム中継の開始時刻を17:25に定めていて、以降も同じ曜日・時間帯の阪神戦から、9月2日までに組まれている6試合を中継予定。前年は、組まれなかったセ・パ交流戦の中継も2試合組まれた。

## 放送時間
2025年の編成を基準に記載。全て日本時間である。
ナイトゲーム（火曜日）
| 放送対象地域 | ネット局     | 放送時間            | 備考                                                                         |
| ------------ | ------------ | ------------------- | ---------------------------------------------------------------------------- |
| 大阪府       | テレビ大阪   | 17時30分 - 20時54分 | 最大延長21時54分まで （延長時はマルチチャンネル編成(073)にて放送）           |
| 奈良県       | 奈良テレビ   | 18時25分 - 20時54分 |                                                                              |
| 和歌山県     | テレビ和歌山 | 18時25分 - 20時54分 |                                                                              |
| 滋賀県       | びわ湖放送   | 18時25分 - 20時54分 | 2017年を最後にネット受けをいったん取りやめていたが2025年にネット受けを再開。 |

ナイトゲーム（2021年までの土曜日）
| 放送対象地域 | ネット局     | 放送時間            | 備考 |
| ------------ | ------------ | ------------------- | --- |
| 大阪府       | テレビ大阪   | 18時30分 - 21時00分 | 延長オプションを設定していないが、2020年には放送時間を21時00分にまで拡大していた。2022年以降は、土曜日の中継を見送っている。 |
| 奈良県       | 奈良テレビ   | 18時30分 - 21時00分 | 2020年には放送時間を21時00分にまで拡大していたが、テレビ大阪の中継日に編成を見送る場合があった。                             |
| 和歌山県     | テレビ和歌山 | 18時30分 - 21時00分 | 例年は『独占!タイガースナイター』というタイトルで放送しているが、2020年以降には編成せず。                                    |

デーゲーム
日曜日と月曜日〜金曜日が祝日になった際放送。放送時刻は不定で、延長なし。原則としてテレビ大阪のみの単独放送となり、独立局との同時ネットは行われない。

### 備考

#### テレビ大阪
2013年まで18時30分から放送していたテレビ大阪では、19時からの飛び乗り局に配慮して18時57分頃にCMを挿入する場合がある（この点は他の放送局でも同様である）。また、かつては19時丁度になってから「ハイビジョン制作」のテロップを表示していた。
副音声では基本として、中継先の球場内から、集音マイクで拾える限りの音声（打球音や場内アナウンスなど）だけを流している。火曜日の中継には延長オプション（『開運!なんでも鑑定団』との同時放送）が設定されているが、オプションを行使する時間帯には、メインチャンネルでの実況中継を副音声用のサブチャンネルで継続する。
1987年頃から阪神ホームゲームの中継を開始したが、1995年限りでいったん撤退。2007年4月24日の対ヤクルト戦から中継を再開した。ただし、当日は生中継ではなく、1時間の放送枠に合わせて編集した収録映像をNEARLIVE方式で深夜に放送。阪神はこの試合に勝利したものの、ヒーローインタビューをサンテレビのアナウンサーが担当した。生中継の再開は、7月16日の対巨人戦からとなった。
火・土曜日とも、阪神戦の中継と並行しながら「タイガースグッズプレゼント」を実施。（固定電話と一部の携帯電話を除く）電話から、中継当日の24時まで「67コール」で応募を受け付けている。受付時間の終了後に抽選したうえで、後日に番組スタッフから当選者の応募番号へ電話で連絡。「タイガースグッズ」は毎回1 - 2種類で、阪神球団の公認グッズに限らず、阪神の首脳陣・選手のサインが入った市販品や、解説者のサインが入った著書などからも選ばれている。
2003年8月5日には、神宮球場でヤクルト対阪神戦、隣接する初代・国立競技場でJリーグプレシーズンマッチの一環として企画された「サントリードリームマッチ・FC東京対レアル・マドリード（スペイン）」の国際親善試合が同時開催されることが決まっており、テレビ東京系は後者の実況生中継を行うことを決めていたが、テレビ大阪に関してはこのサッカーの親善試合の前にあらかじめ前者の生中継の予定が決まっていた（テレビ東京から裏送り放送）ため、テレビ大阪と同時ネットをするびわ湖放送・奈良テレビ・テレビ和歌山に関してはサッカーを深夜放送（8月6日0:58-3:00の枠）に移動し、プロ野球中継の生放送に踏み切ろうとした。しかし試合直前に東京都心が豪雨に見舞われた影響もあり試合開始の遅延も検討されたものの、最終的には天候の回復が見込めないとして中止が発表され、プロ野球中継を行う予定だった各局はやむなくサッカー中継の生放送に切り替えた。
新型コロナウイルスへの感染が拡大している2021年には、感染の拡大の防止策の一環で、阪神ビジターゲームの中継にいわゆる「リモート方式」を導入していた。最初に導入した4月27日の対中日戦（バンテリンドーム ナゴヤ）では、実況担当の福谷清志（テレビ大阪アナウンサー）がドーム内の放送席、解説者の江夏がテレビ東京のスタジオから二元中継方式で出演した。江夏は5月15日の誕生日で73歳に達したことから、以降のリモート中継でもテレビ東京のスタジオから登場していたが、シーズン最後の中継（10月19日の対ヤクルト戦）では甲子園球場の放送席から出演している。

##### 関連番組
少なくとも2012年以降は、阪神に焦点を当てた特別番組を、年末年始やセントラル・リーグ（セ・リーグ）のレギュラーシーズン開幕直前などのタイミングで大阪府内向けに放送。このような番組の映像の一部は、当番組の中継時間内に対象試合が終了した場合や、中継対象試合が雨天などで中断した場合のフィラー素材に活用されている。ちなみに、阪神OBの江夏豊が当番組のメイン解説者だった時期（2022年まで）は、江夏と阪神関係者による対談を中心に据えていた。
このような番組に加えて、阪神や（テレビ大阪の本社が所在する大阪市内に本拠地を置く）オリックス・バファローズのリーグ優勝や「日本一」（日本シリーズ制覇）が決まった場合には、生放送による特別番組を以下のように深夜帯で編成している。
2022年には、オリックスが10月30日に東京ヤクルトスワローズとの日本シリーズ第7戦（明治神宮野球場）で（ブルーウェーブ時代の1996年以来26年振りに）「日本一」を決めたことを受けて、『オリたちは待っていた!祝26年ぶりの日本一』（東京都内の祝勝会場と本社スタジオの二元生中継による関西ローカル向けの優勝記念特別番組）を当日の未明（翌31日の1:10 - 1:40）に急遽編成。スタジオからは、福谷、ウーデンジェニファー里沙（後輩アナウンサー）、藤井康雄（この年に阪神の巡回打撃コーチを務めていたブルーウェーブOB）が出演した。ちなみに、地上波の在阪民放テレビ局では、NHK大阪放送局と毎日放送も同様の特別番組を当該時間帯の前後に近畿地方（関西ローカル）で放送している。
この年のテレビ大阪では、パシフィック・リーグ（パ・リーグ）のレギュラーシーズンでも日本シリーズでも、オリックス戦を自社で中継しなかった。日本シリーズのパ・リーグ主管試合が京セラドーム大阪（オリックスの本拠地）で組まれていたにもかかわらず、シリーズの試合を一切中継しなかったのは、テレビ東京系列が地上波向けのテレビ中継放送権を全く確保できなかったことによる。
2023年には、阪神が9月14日（木曜日）に甲子園球場で催された巨人とのナイトゲーム（関西地方の地上波テレビ局ではサンテレビジョン・衛星放送ではBS朝日で中継）で勝利したことによって、2005年以来18年振りのセ・リーグ優勝を決めた。この年の阪神では岡田彰布監督が優勝を「ARE」（アレ）という隠語で表現していることをきっかけに、「A.R.E.」（Aim! Respect! Empower!）というチームスローガンが設定されたことから、テレビ大阪では『18年ぶりのV! タイガースARE祭』と称する優勝記念特別番組を14日の深夜（15日の2:35 - 3:05）に当時の本社（大阪市中央区大手前の日経大阪電波会館内）のスタジオ（平日の夕方に自社制作で放送している『やさしいニュース』のセット）から生放送。ウーデンジェニファー里沙および、この年から当番組の阪神戦中継でベンチリポーターとして出演している加守哲朗（いずれも放送の時点でテレビ大阪のアナウンサー）の進行で、この年の当番組で解説を担当した阪神のOBから能見篤史と福留孝介をゲストに迎えながら、岡田や阪神の主力選手に対するインタビューの映像などを放送した。ちなみに、阪神がレギュラーシーズンの全日程を終了した10月8日（日曜日）にも、この年のメイン解説者だった鳥谷敬や能見などをスタジオに迎えて、『ナマ虎スタジアムスペシャル!タイガースV感謝祭!アレの先まで突っ走れ』という特別番組を11:30 - 12:29に生放送。
阪神は、11月5日（日曜日）に京セラドーム大阪で催されたオリックスとの日本シリーズ第7戦（関西地方の地上波テレビ局では関西テレビが生中継）で勝利したことによって、1985年以来38年振りの「日本一」を達成した。この勝利を受けて、テレビ大阪では、『タイガース38年ぶり日本一　そらするよ　そらそうよスペシャル』と称する日本シリーズ優勝記念特別番組を5日の深夜（6日の1:10 - 1:40）に生放送。ウーデンジェニファー里沙および、福谷清志（いずれも放送の時点でテレビ大阪のアナウンサー）の進行で、藤井と阪神OBの関本賢太郎（放送の時点では朝日放送テレビの野球解説者）をゲストに迎えて日本シリーズの映像などを放送した。さらに、YouTube上の「テレビ大阪ニュースチャンネル」では、生放送の終了後もスタジオからの生配信を実施している。

### テレビせとうち
不定期にネット受けするが、放送対象地域が兵庫県と広島県に挟まれているためか、対広島戦をネットすることが多い（特に、地元にある倉敷マスカットスタジアムでの開催試合が多い）。
ナイトゲームの場合、19時台と20時台の番組はその週の『土曜スペシャル』を休止して遅れネットされる。また雨天中止の場合は、雨傘番組として映画（洋画）が放送される。

## 出演者

### 解説
阪神のOBが主に担当していて、2022年までは江夏豊、2023年からは鳥谷敬をメイン解説者に起用。同年以降の中継に出演する解説者（基本として鳥谷）は、中継の終了後にYouTube上の「テレビ大阪ニュースチャンネル」で実施する『ナマ虎スタジアム番外編』（放送席からの動画ライブ配信企画）にも、実況担当のアナウンサーと揃って登場している。
中継によっては、他の阪神OB（掛布雅之、藪恵壹、阪神投手時代の江夏とバッテリーを組んでいた田淵幸一など）が、ゲスト解説者（「ダブル解説」）扱いで中継に加わっている。2023年以降の中継では、阪神から他球団へ移籍した後に、前年で現役を引退したばかりの能見篤史や福留孝介も中継カードに応じて解説を担当。2024年からは、現役生活を阪神一筋で送っていた狩野恵輔も解説陣に加わっている。
阪神以外の球団のOBでは、東京ヤクルトスワローズOBの岩村明憲（愛媛県出身）が、2018年からゲスト扱いで解説陣に加入。2019年からは、近鉄バファローズOBで元メジャーリーガーの野茂英雄（大阪府出身）・岩隈久志（東京都出身）、近鉄で一時投手コーチを務めていた中日ドラゴンズOBの権藤博（佐賀県出身）、2003年に阪神の一軍バッテリーコーチを務めた達川光男（広島県出身）、中日OBで『テレビ愛知　10チャンベースボール』の解説者でもある福留や井端弘和をゲストに迎えている。

### 過去の解説者
- 江夏豊 - 2022年まで長らく出演してきたが、2023年以降の中継には登場していない。
- 島本講平 - 選手引退後、1990年代後半まで近鉄戦のホームゲームを担当。
- 豊田泰光 - フジテレビ専属を離れた1987年から1992年までに出演。
- 中西太 - 1993年に出演。
- 栗橋茂 - オリックス戦のローカル中継のみを担当。
- 野田浩司 - 同上。
- 小川亨
- 鈴木啓示 - 近鉄監督退任直後の短期間のみ担当。
- 山本和行 - 広島コーチ退任直後の短期間のみ担当。
- 高井保弘
- 古沢憲司 - 選手引退後、広島のコーチに就任するまで担当。
- 高橋慶彦 - 選手引退後、ダイエーのコーチに就任するまで担当。
- 三浦大輔 - 奈良県の出身で、横浜DeNAベイスターズで現役を引退してからコーチ専任で復帰するまでの期間（2017・2018年）に担当。

### 実況・リポーター
- 福谷清志 - 主に実況を担当。『やさしいニュース』（平日夕方のローカルワイドニュース）のキャスターに就任した2018年度以降も、出演を継続する。
- 前田拓哉 - 2018年10月に山形テレビから移籍。2019年度から、『やさしいニュース』と並行しながら、ベンチリポート専任で出演を開始した。2020年からは、当番組の阪神戦中継や、テレビせとうちが放送対象地域の岡山県・香川県向けに放送するJリーグ・ファジアーノ岡山の主催公式戦中継での実況も担当。
- 加守哲朗 - 2023年4月に鹿児島放送から移籍した後に、同年6月6日の楽天対阪神戦（楽天モバイルパーク宮城）中継からベンチリポート、2024年の中継から実況を担当。

### 過去の実況・リポーター
- 中村鋭一 - 元・朝日放送アナウンサーで、1980年代の阪神戦の実況を担当。
- 千年屋俊幸 - 人事異動で一時アナウンス職を離れていた。2013年4月のアナウンス職復帰を経て、2014年度から出演を再開。復帰後はベンチリポートに専念していた。『やさしいニュース』月 - 木曜日のキャスターを務めた2018年度には、火曜日に阪神甲子園球場か京セラドーム大阪から阪神のホームゲームを中継する場合にのみ、同番組の本番終了後にベンチリポーターやヒーローインタビュアーを担当した。2019年3月でテレビ大阪を定年で退職したことを機に、『やさしいニュース』月・火曜日のキャスターへ事実上専念。
- 植草結樹 - 朝日放送のスポーツアナウンサーだった植草貞夫の長男で、長崎放送から移籍した1991年から、長らく実況やリポーターを担当。アナウンサーとスポーツ部のプロデューサー・ニュースデスクを兼務するようになった2015年度の途中から2017年度まで、事実上担当を外れていた。2020年1月でテレビ大阪の定年（60歳）を迎えるのを前に、2019年8月31日の中日対阪神戦（ナゴヤドーム）中継での実況を最後に勇退したが、2020年2月以降も嘱託契約でアナウンサーを続けている。
- 猪井操子 - 契約アナウンサーとしてリポーターを担当。契約期間満了を機に移籍した東北放送でも、プロ野球中継のリポーターを務めた。
- 酒井健治 - 最初に入社した福岡放送でも、プロ野球中継での実況を担当。1997年にテレビ大阪へ移籍すると、同年度から2012年度まで当番組へ出演したが、2013年4月の人事異動でアナウンス職を離れた。
- 鈴木理加 - 契約アナウンサーとして鹿児島放送から移籍した2013年度のみ、リポーターを担当。
- 庄野数馬 - 山口放送から移籍した2015年はベンチリポーターのみ、2016年には実況も担当。平日夕方の『ニュースリアルKANSAI』『金曜報道スペシャル』のMCに抜擢された2017年は、実況・リポートで中継に直接出演しない代わりに、甲子園球場・京セラドーム大阪開催分の阪神ホームゲームを中継する場合に、上記番組のスタジオとの二元中継で登場することがあった。同年末にテレビ大阪社内の就業規則違反を疑われる問題が発覚したため、アナウンス職からの異動・退社・転職を経て、2020年度からフリーアナウンサーとして独立（本人の項で詳述）。

### 在阪局制作のプロ野球中継
- NHKプロ野球（NHK、NHK大阪放送局）
- with Tigers MBSベースボールパーク（毎日放送）
- スーパーベースボール 虎バン主義。（朝日放送テレビ）
- プロ野球中継（西暦）（関西テレビ）
- DRAMATIC BASEBALL（読売テレビ）
- サンテレビボックス席（サンテレビ）